# گورستان میرمنگه علیا
قبرستان میرمنگه علیا مربوط به عصر آهن است و در شهرستان گیلانغرب، بخش گواور، دهستان گواور، ۴۰۰م جنوب غربی روستای می‌رمینگه علیا واقع شده و این اثر در تاریخ ۲۶ اسفند ۱۳۸۷ با شمارهٔ ثبت ۲۵۴۰۵ به‌عنوان یکی از آثار ملی ایران به ثبت رسیده است.